# Ploceus weynsi
Ploceus weynsi là một loài chim trong họ Ploceidae.